# Joseph Khoury (Erzbischof)
Joseph Khoury (* 24. Oktober 1919 in Bekassine, Libanon; † 5. Februar 1992) war ein libanesischer Geistlicher und  maronitischer Erzbischof von Tyros.

## Leben
Joseph Khoury empfing am 20. Dezember 1942 die Priesterweihe.
Am 21. April 1956 wurde er unter gleichzeitiger Ernennung zum Titularbischof von Ptolemais in Phoenicia dei Maroniti zum Patriarchalvikar und Weihbischof im Maronitischen Patriarchat von Antiochien berufen. Die Bestätigung durch den Heiligen Stuhl erfolgte am 4. Mai 1956. Der maronitische Patriarch Pierre-Paul Méouchi spendete Khoury am 29. Juni 1956 die Bischofsweihe. Mitkonsekratoren waren der Bischof von Kairo, Pietro Dib, und der spätere Patriarch Anton Peter Khoraiche, Weihbischof in Sidon.
Am 11. Dezember 1959 wurde seine Ernennung zum Bischof von Tyros bekannt gegeben. Als die Eparchie Tyros im Jahr 1965 zur Erzeparchie erhoben wurde, wurde Khoury gleichfalls zum Erzbischof ernannt.
Während seiner Amtszeit nahm er an den vier Sitzungsperioden des Zweiten Vatikanischen Konzils teil und wirkte als Mitkonsekrator bei den Bischofsweihen von Chucrallah Harb zum Bischof von Baalbek (Jordanien), Joseph Salamé zum Erzbischof von Aleppo (Syrien) und Curiacos Moussess zum Chaldäisch-katholischen Bischof von Amadiya (Irak) mit.